# Canton de Saint-Max
Le canton de Saint-Max est une circonscription électorale française située dans le département de Meurthe-et-Moselle et la région Grand Est.

## Géographie
Ce canton est organisé autour de Saint-Max dans l'arrondissement de Nancy. Son altitude varie de 187 mètres à Malzéville jusqu'à 384 mètres à Malzéville.

## Histoire
Le canton de Saint-Max a été créé par le décret du 2 août 1973 réorganisant les quatre cantons de Nancy en huit cantons.
Par décret du 26 février 2014, le nombre de cantons du département est divisé par deux, avec mise en application aux élections départementales de mars 2015. Le canton de Saint-Max est conservé et s'agrandit. Il passe de 3 à 5 communes.

## Représentation

### Représentation avant 2015
| Période | Période | Identité             | Étiquette | Qualité |
| ------- | ------- | -------------------- | --------- | --- |
| 1973    | 1982    | Job Durupt           | PS        | Architecte Député (1981-1988) Maire de Tomblaine (1971-2001)                                                                                          |
| 1982    | 2001    | Jean-Luc Riethmuller | UDF       | Fonctionnaire au Ministère de l'Agriculture, attaché parlementaire Maire d'Essey-lès-Nancy (1989-2001), député suppléant d'André Rossinot (1978-1986) |
| 2001    | 2015    | Louis Causero        | UMP       | Directeur du centre interrégional de formation professionnelle du Ministère de l'Équipement Conseiller municipal d'Essey-lès-Nancy                    |

### Représentation à partir de 2015
| Période élective | Période élective | Mandat | Mandat   | Identité               | Nuance | Nuance | Qualité                                                                        |
| ---------------- | ---------------- | ------ | -------- | ---------------------- | ------ | ------ | ------------------------------------------------------------------------------ |
| 2015             | 2021             | 2015   | 2021     | Corinne Marchal-Tarnus |        | UDI    | Professeure Ancienne députée (2004-2007), conseillère municipale de Malzéville |
| 2015             | 2021             | 2015   | 2021     | Éric Pensalfini        |        | LR     | Professeur Maire de Saint-Max                                                  |
| 2021             | 2028             | 2021   | en cours | Éric Pensalfini        |        | LR     | Conseiller sortant                                                             |
| 2021             | 2028             | 2021   | en cours | Sylvaine Scaglia       |        | LR     | Ancienne conseillère municipale de Malzéville                                  |

### Résultats détaillés

#### Élections de mars 2015
À l'issue du 1er tour des élections départementales de 2015, deux binômes sont en ballottage : Corinne Marchal-Tarnus et Eric Pensalfini (Union de la Droite, 39,62 %) et Stéphanie Gruet et Grégoire Ruhland (PS, 35,5 %). Le taux de participation est de 47,69 % (12 039 votants sur 25 246 inscrits) contre 48,16 % au niveau départemental et 50,17 % au niveau national.
Au second tour, Corinne Marchal-Tarnus et Eric Pensalfini (Union de la Droite) sont élus avec 55,84 % des suffrages exprimés et un taux de participation de 46,54 % (6 141 voix pour 11 747 votants et 25 243 inscrits).

#### Élections de juin 2021
Le premier tour des élections départementales de 2021 est marqué par un très faible taux de participation (33,26 % au niveau national). Dans le canton de Saint-Max, ce taux de participation est de 30,14 % (7 813 votants sur 25 923 inscrits) contre 29,74 % au niveau départemental. À l'issue de ce premier tour, deux binômes sont en ballottage : Nadine Cadet et Grégoire Ruhland (Union à gauche avec des écologistes, 43,24 %) et Éric Pensalfini et Sylvaine Scaglia (Union au centre et à droite, 41,84 %).
Le second tour des élections est marqué une nouvelle fois par une abstention massive équivalente au premier tour. Les taux de participation sont de 34,36 % au niveau national, 30,76 % dans le département et 33,59 % dans le canton de Saint-Max. Éric Pensalfini et Sylvaine Scaglia (Union au centre et à droite) sont élus avec 52,33 % des suffrages exprimés (4 360 voix pour 8 709 votants et 25 930 inscrits),,.

## Composition

### Composition de 1973 à 2015

Situation du canton de Saint-Max dans l'arrondissement de Nancy avant 2015.

Le canton de Saint-Max regroupait trois communes.
| Nom                   | Code Insee | Codepostal | Superficie (km2) | Population (dernière pop. légale) | Densité (hab./km2) |
| --------------------- | ---------- | ---------- | ---------------- | --------------------------------- | ------------------ |
| Saint-Max (chef-lieu) | 54482      | 54130      | 1,85             | 9 642 (2012)                      | 5 212              |
| Dommartemont          | 54165      | 54130      | 1,32             | 640 (2012)                        | 485                |
| Essey-lès-Nancy       | 54184      | 54270      | 5,75             | 8 653 (2012)                      | 1 505              |

### Composition depuis 2015
Le canton Saint-Max comprend désormais cinq communes entières.
| Nom                               | Code Insee | Intercommunalité         | Superficie (km2) | Population (dernière pop. légale) | Densité (hab./km2) | Modifier                                    |
| --------------------------------- | ---------- | ------------------------ | ---------------- | --------------------------------- | ------------------ | ------------------------------------------- |
| Saint-Max (bureau centralisateur) | 54482      | Métropole du Grand Nancy | 1,85             | 10 100 (2022)                     | 5 459              | modifier les données · modifier les données |
| Dommartemont                      | 54165      | Métropole du Grand Nancy | 1,32             | 567 (2022)                        | 430                | modifier les données · modifier les données |
| Essey-lès-Nancy                   | 54184      | Métropole du Grand Nancy | 5,75             | 8 733 (2022)                      | 1 519              | modifier les données · modifier les données |
| Malzéville                        | 54339      | Métropole du Grand Nancy | 7,53             | 7 818 (2022)                      | 1 038              | modifier les données · modifier les données |
| Tomblaine                         | 54526      | Métropole du Grand Nancy | 5,55             | 9 040 (2022)                      | 1 629              | modifier les données · modifier les données |
| Canton de Saint-Max               | 5419       |                          | 22,00            | 36 258 (2022)                     | 1 648              | modifier les données                        |

## Démographie

### Démographie avant 2015
| 1975   | 1982   | 1990   | 1999   | 2006   | 2011   | 2012   |
| ------ | ------ | ------ | ------ | ------ | ------ | ------ |
| 20 561 | 19 709 | 19 148 | 18 879 | 18 242 | 18 857 | 18 935 |

### Démographie depuis 2015
En 2022, le canton comptait 36 258 habitants, en évolution de +0,61 % par rapport à 2016 (Meurthe-et-Moselle : −0,13 %, France hors Mayotte : +2,11 %).
| 2013   | 2018   | 2022   |
| ------ | ------ | ------ |
| 35 057 | 36 384 | 36 258 |